# Vallée de l'Agonie blanche
La Vallée de l'Agonie blanche (White Agony Creek) est un lieu fictif du Yukon dans La Jeunesse de Picsou. Le seul passage pour y accéder est une caverne creusée par la rivière passant par le Col de l'élan. Elle est, selon les rumeurs, protégée par un monstre qui n'est en fait qu'un mammouth parfaitement conservé par la glace.
Dans La Jeunesse de Picsou, la vallée est décrite comment la plus riche vallée aurifère du Yukon. C'est là que le jeune Picsou devient millionnaire grâce à l'or ramassé et notamment à la pépite "Œuf d'oie".